# 曾锦春
曾锦春（1947年8月24日—2010年12月30日），男性，湖南省汝城县斗山村人，中华人民共和国政治人物。曾任中共郴州市委副书记、纪委书记。2006年因涉湖南郴州腐败案被湖南省纪委立案调查，2010年因受贿、巨额财产来源不明二罪被执行死刑。

## 生平

### 早年生涯
曾锦春于1947年8月24日出生在汝城县斗山村（今卢阳镇斗山村），家境贫寒，1958年，曾氏进入汝城县二中学习，1964年，他考入湖南師範學院中文系，1968年12月从该校毕业后，先后在湖南省革命委员会人保组、郴州临武县花塘公社（今花塘乡）任职。后来，他主动向临武县主管机关提出前往更偏远的乡镇工作，随后被分配到临武县汾市中学任教，期间，曾氏曾获评“全县学习毛主席著作积极分子”，并在《湖南日报》发表了自己的文章，开始崭露头角，中共临武县委办公室随即将他调往县委，任命他为办公室干事，曾锦春由此步入政坛，历任该公社党委副书记、书记，临武县委办公室主任，县委常委、常务副县长、县委副书记等职。1985年5月，升任中共临武县委书记。
1987年2月，曾锦春调离临武县，先后历任郴州地区国土局局长，中共郴州地委农村部副部长、农委副主任。1992年8月，曾锦春来到郴县（今郴州市苏仙区），任县党委副书记、县人民政府县长:246，1994年2月，升任中共郴县党委书记:438，在主政郴县期间，因对郴县教育发展做出贡献，曾氏于1994年12月获中共湖南省委、省人民政府表彰为湖南省“教育功臣”，同时获此称号的还有日后成为他在郴州上司的李大伦。

### 主管纪委
1995年2月，曾锦春通过母校湖南师大某教师向高层领导的举荐，升任中共郴州市委常委、纪委书记，由正处级升为副厅级，后来以中共郴州市委副书记的职务兼任市纪委书记，在此期间，他开始收受贿赂，并利用职权插手郴州矿山各类事端，借此谋取私利，干预司法部门办案，插手各类工程建设项目，因长于控制矿山，曾氏也被当地的矿山业者称为“曾矿长”，时任郴州市委书记李大伦也默许他的贪腐行为，而《湖南日报》则指出曾锦春参与分割矿产利益等行为，助长了郴州市官场的贪污腐败。

### 腐败被查
2006年5月，李大伦被中共湖南省纪委查处，同年9月19日，曾锦春也被立案调查，12月1日，长沙市公安局将曾锦春刑事拘留，12月14日，曾氏被批准逮捕。2008年，曾锦春涉嫌受贿、巨额财产来源不明罪案，由长沙市检察院向长沙市中级人民法院起诉，检方指控曾氏收受贿赂3152.25万人民币元，其名下尚有960.75万人民币元的巨额财产，不能说明合法来源，由于贪腐数额巨大，曾锦春也获得了“中国第一贪纪委书记”的称号。2008年11月20日，曾锦春因受贿罪、巨额财产来源不明罪二罪并罚，被长沙市中级人民法院一审判处死刑，之后他不服判决，提出上诉，2009年8月14日，湖南省高级人民法院驳回其上诉，维持一审判决。2010年12月30日，曾锦春在长沙市被执行枪决。

## 家庭
曾锦春的父亲是小学教师，与妻子生有五男三女，曾锦春在家中排行老二。曾氏本人与妻子唐国菊生有一子一女，儿子是曾峰，女儿是曾云悉，曾锦春在担任郴州市纪委书记期间，其女婿雷军曾担任郴州市下辖的宜章县公安局局长，曾氏被湖南省纪委双规后，其妻子、儿子、女儿及女婿也被调查。

## 延伸阅读
- 王明高; 沈跃强; 蒋伟.  1. 湖南省长沙市: 湖南文艺出版社. 2011年. ISBN 9787540447861.